# Jeffersonville (Kentucky)
Jeffersonville és una població dels Estats Units a l'estat de Kentucky. Segons el cens del 2000 tenia 1.804 habitants.

## Demografia
Segons el cens del 2000, Jeffersonville tenia 1.804 habitants, 682 habitatges, i 525 famílies. La densitat de població era de 230,6 habitants/km².
Dels 682 habitatges en un 38,4% hi vivien nens de menys de 18 anys, en un 61,6% hi vivien parelles casades, en un 12,3% dones solteres, i en un 22,9% no eren unitats familiars. En el 19,6% dels habitatges hi vivien persones soles el 8,8% de les quals corresponia a persones de 65 anys o més que vivien soles. El nombre mitjà de persones vivint en cada habitatge era de 2,65 i el nombre mitjà de persones que vivien en cada família era de 3,02.
Per edats la població es repartia de la següent manera: un 26,6% tenia menys de 18 anys, un 8,6% entre 18 i 24, un 31,4% entre 25 i 44, un 22,4% de 45 a 60 i un 11% 65 anys o més.
L'edat mediana era de 34 anys. Per cada 100 dones de 18 o més anys hi havia 96,1 homes.
La renda mediana per habitatge era de 29.392 $ i la renda mediana per família de 33.355 $. Els homes tenien una renda mediana de 26.492 $ mentre que les dones 17.576 $. La renda per capita de la població era de 13.254 $. Entorn del 14,7% de les famílies i el 18,5% de la població estaven per davall del llindar de pobresa.

## Poblacions més properes
El següent diagrama mostra les poblacions més properes.